# Mistr Michelské madony
Mistr Michelské madony byl gotický řezbář působící patrně v Brně ve druhé třetině 14. století.

## Život a dílo
Většina děl tohoto anonymního sochaře se nachází na Moravě a předpokládá se, že jeho sochařská dílna sídlila v Brně nebo Olomouci. Není vyloučeno, že později přišel do Prahy. Michelská madona byla od 19. století uctívána v barokním kostele Narození Panny Marie v Praze Michli. Uvádí se, že vznikla kolem roku 1340, pochází údajně z Brna a v roce 1856 ji kostelu Sv. Václava v Praze-Michli daroval F. Halla, kamnář v Brně.
V dílech Mistra Michelské madony lze vystopovat vlivy poklasické francouzské gotiky (Štrasburk, Paříž, Freiburg), které charakterizuje extrémní štíhlost postav a linearizovaná, precizně provedená drapérie. Odtud pochází domněnka, že přišel na Moravu z oblasti Horního Porýní nebo Île-de-France. Pozvat ho mohla královna Eliška Rejčka, nebo olomoucký biskup Jan Volek, případně moravský markrabě a pozdější císař Karel IV.
Sochař tvořil poměrně dlouhou dobu nepřetržitě na jednom místě a jeho díla charakterizuje slohová vyhraněnost i postupné vstřebávání dalších vlivů. V detailech obličeje, řasení šatu a umístění Ježíška na pravém boku madon je spatřován vliv severoitalského malířství nebo české italizující malby.
S díly Mistra Michelské madony souvisejí některé sochy z řezbářské dílny, která kolem roku 1350 pravděpodobně sídlila v Jihlavě (Madona z Jihlavy zv. Eiglova, Madona z kostela sv. Jakuba v Jihlavě, Madona ze Seče) a dále celý soubor slezských Madon na lvu. Základním mezičlánkem, od kterého lze další díla odvodit, je Broumovská madona, která má dynamicky vyváženou kompozici a plastické ztvárnění. Další vývoj vedl k plošné stylizaci reliéfu a zjednodušení drapérie, dekorativnímu pojetí detailu a prohnutí těla do dynamické křivky. Dílna, ve které kromě Broumovské madony pravděpodobně vznikly také madony ze Szymocina a Králík, mohla sídlit ve Vratislavi.
Madony na lvu náležejí k typologické řadě, kterou lze odvodit od Madony na lvu z kostela sv. Matěje ve Vratislavi a Madony z kostela sv. Vojtěcha ve velkém Chřipsku (Chrzypsko Wielke).

### Známá díla
(data vzniku přibližná)
- Madona znojemská (1325)

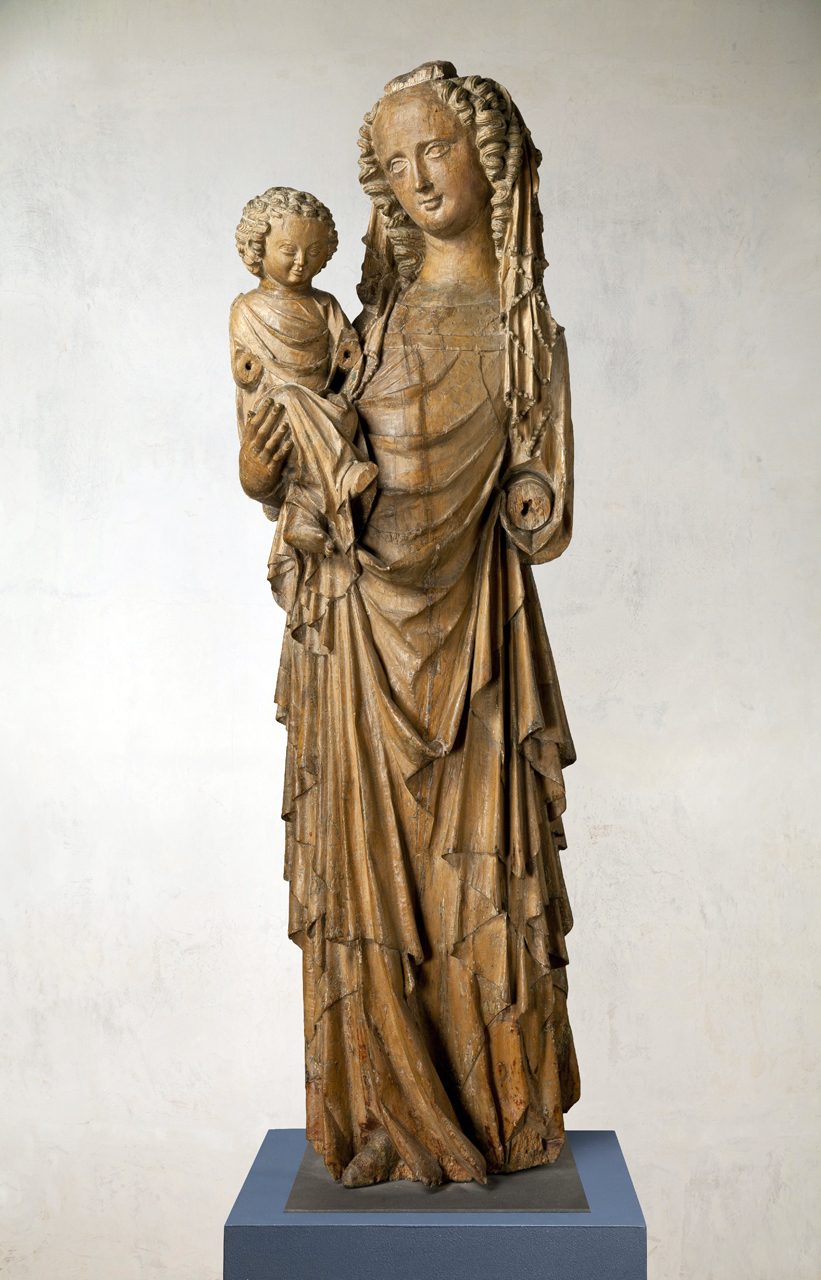
Michelská madona, Národní galerie v Praze

- socha sv. Floriána z kláštera augustiniánů v Sankt Florianu
- Madona ve Velkém Meziříčí
- Michelská madona (1340), Národní galerie v Praze
- Apoštol (Světec, Ježíš) z Veverské Bitýšky
- Madona z Hrabové (1340)
- Madona prostějovská
- Bolestný Kristus z brněnského kláštera voršilek (1330)
- Krucifix od barnabitek v Praze
- Světice (Madona) z Oslavan (silně poškozeno, nejisté)
- Relikviářová busta sv. Ludmily z kláštera benediktinek u sv. Jiří
- Relikviářová busta Světice z Jezeří
- Kristus Spasitel v lužickém klášteře v Ostritz
- Madona v Hruškách
- Sv. Dorota (původně relikviář) v Plzni
- Madona z Dýšiny u Plzně
- Madona v Dolní Kalné
- Madona z Klanění tří králů (zvaná Schwartzova) (pravděpodobně)

### Následovníci Mistra Michelské madony

#### Jihlava?
- Madona z Jihlavy zv. Eiglova (1350)
- Madona z kostela sv. Jakuba v Jihlavě,[3] Strahovský klášter
- Madona sečská

#### Vratislav?
- Madona broumovská (kolem 1360)
- Madona ze Starého Města, Namyslov
- Madona ze Szymocina (kolem 1360)
- Madona z Králík (60. léta 14. stol.)
- Madona na lvu z Klosterneuburgu (1345), Národní galerie v Praze (o jednoznačném přiřazení a dataci díla nepanuje shoda mezi historiky umění)